# Ambrogio e Francesco Marinoni
Ambrogio Marinoni (Desenzano al Serio, 1515 circa – Desenzano al Serio, 1550 circa) è stato un pittore italiano figlio di Antonio e nipote di Giovanni che con il fratello Francesco proseguì il lavoro bella bottega di pittura di famiglia.

## Biografia
Ambrogio e Francesco Marinoni erano figli di Antonio, pittore della famiglia di Desenzano al Serio, che lavorarono i primi decenni con il padre, risulta infatti la loro presenza nella realizzazioni degli affreschi del presbiterio della chiesa di Santa Maria del Borgo realizzati nel biennio 1537-1538 come citano le ricevute di pagamento: al fiolo del Magistro Antonio depentore per poi proseguire nell'attività. Si suppone che questo fiolo fosse Ambrogio, il primogenito, anche se ognuno di loro ebbe incarichi differenti nella gestione dell'attività artistica. 
- La dinastia della bottega Marinoni 
  - Zanin de Marinonibus
  - Antonii de Desentiano
  - Giovanni Marinoni (doc. 1440/1508 circa)
  - Bernardino Marinoni (doc. 1508/1533 circa)
  - Antonio Marinoni (doc. 1474/1541 circa)
- La bottega di Antonio Marinoni
  - Ambrogio e Francesco (doc. 1515/1550 circa)

Il pagamento ad Ambrogio di Mastro Antonio del 12 gennaio 1542 da parte dalla confraternita del Santissimo Sacramento di Albino per la pittura di un capocielo, ai riferisce al pagamento di lavori eseguiti dal padre, come il pagamento del 29 agosto 1542 relativo a un'ancona realizzata da Antonio nel 1528-1529 per la oratorio di San Rocco. I sindaci della medesima chiesa il 15 ottobre 1544 annotarono la spesa di indoratura di una portela del SS.Sacramento  e depenzere le porele de fora et dentro proseguendo con la specifica in tutto fatto per Francesco filio quandam de Magistro Antonio depento, mentre il fratello Ambrogio nel 1548 aveva restaurato lo stendardo della medesima confraternita.
Ambrogio fu sicuro collaboratore del padre Antonio, nella realizzazione degli affreschi dell'Abbazia di Pontida, del chiostro, della sala capitolare e nella sagrestia.

I due fratelli erano tutori dei minori figli del cugino Sulivano e nipoti di Pietro. Francesco tutore di Bartolomeo che affidò a Stefano Fei perché proseguisse l'attività paterna di fabbro, e Ambrogio tutore di Jacob.
Del 28 giugno 1549 è la commissione di un lavoro per la chiesa di San Pietro a Parre. La commissione nominò principalmente Ambrogio che però sottoscrivere per entrambi i fratelli: suo et coniunctorio nomine magistri Francisci eius frattis. Il documento firmato da Rocco Gaffuri di Parre, si impegna al pagamento ai fratelli per un ex causa picture et aureature inius chepelle intitulate ad honorem Sacratissimi Corporis Domini nostri Jesu Christi scite in loco ipso de Parre, nec non et facture in totum unius anchone ponende in dicta chapella. Si desume quindi che la pittura doveva essere eseguita per la cappella del Santissimo Sacramento e che doveva essere completa da cornice e ogni elemento come pure la sua locazione e successiva valutazione. Risulta che il 27 novembre 1549, l'ancona fosse saldata con un pagamento di 360 lire imperiali. Il ritrovamento del contratto dl 27 dicembre 1543, data in cui il padre Antonio era già deceduto, vede da una parte i committenti della confraternita e dall'altra solo Ambrogio risponde solo al fatto che questi era il primogenito e quindi firmava a rappresentanza di tutta la bottega. Il contratto dà una descrizione esatta di come doveva essere il lavoro eseguito su disegno dello stesso Ambrogio. Sarebbe riconducibili ai due fratelli il polittico di San Sebastiano.

### Giulia vedova di Ambrogio
I due fratelli nel 1549 parteciparono alle assemblee cittadine in qualità di abitanti di Desenzano, questo indica che dovevano aver raggiunto un'età superiore ai 25 anni. Di Francesco non si hanno ulteriori informazioni mentre Ambrogio risulta ricevere un pagamento nel giugno del 1550 per la coloratura del baldacchino per la chiesa di San Giuliano, mentre sicuramente era morto al 19 aprile 1553 quando la moglie Giulia richiese il pagamento dell'ancona di San Bartolomeo di Boario.. Il polittico verrà poi terminato da un terzo artista dope che il Moroni fu interpellato dalla vedova per la sua valutazione.
Giulia era figlia di Vittore Pedruzzi da Castagnate abitante di Padova, e Cassandra di Cristoforo Farinelli de Mangilis. 

Alla morte del padre, il figlio Ambrogio entrò nell'ordine dei frati carmelitani del Convento di Santa Maria della Ripa assumendo il nome di fra' Placido, facendo testamento a favore del fratello Antonio, della madre lasciando beni anche alle due sorelle Giacomina e Lucrezia sposata con Gaspare Guri di Padova. Il 21 marzo 1563 la vedova cedette un terreno ai frati del convento con diritto di riscatto, e questi fecero pagare l'affitto per il medesimo prato, questo portò a un conflitto fra le parti che durò molti anni. Giulia si fece seppellire nella tomba di famiglia sempre nella chiesa della Natività del convento carmelitano.

### Antonio, Ambrogio e Francesco e i loro eredi
I figli di Ambrogio, Francesco, Antonio, Lucia e un omonimo Ambrogio ereditarono la bottega paterna quando erano ancora minori, furono quindi gestiti dalla madre Giulia e da un certo Bartolomeo del fu Salomone Marinoni. Per salvaguardare il patrimonio famigliare, Ambrogio figlio, redasse all'età di quattordici anni, il 16 novembre 1564 un testamento a favore della madre e dei due fratelli. Il fratello Antonio si trasferì a Innsbruck a studiare pittura da Francesco Terzi, mentre quasi nulla si conosce di Francesco, forse anche qui allontanato o forse deceduto in giovane età.
La morte di Antonio senza eredi segnata già nel 1571 fu anche la fine della bottega di pittori. Difficile trovare traccia dei suoi lavori e di altri discendenti della famiglia Marinoni.
L'invariabilità della bottega che eseguiva opere con un costante linguaggio codificato, impedisce la costruzione puntuale dei lavori assegnandoli all'autore esatto. La condizionata produzione territoriale non permise uno sviluppo artistico dei suoi elementi portando la bottega a chiudere la propria attività.